# Euplectella
Euplectella is een geslacht van sponsdieren uit de familie van de glassponzen (Hexactinellida).

## Soorten
- Euplectella aspera Schulze, 1896
- Euplectella crassistellata Schulze, 1886
- Euplectella cucumer Owen, 1857
- Euplectella curvistellata Ijima, 1901
- Euplectella gibbsa Tabachnick & Collins, 2008
- Euplectella imperialis Ijima, 1894
- Euplectella jovis Schmidt, 1880
- Euplectella marshalli Ijima, 1895
- Euplectella nobilis Schulze, 1904
- Euplectella nodosa Schulze, 1886
- Euplectella oweni Herklots & Marshall, 1868
- Euplectella paratetractina Tabachnick, Janussen & Menschenina, 2008
- Euplectella plumosum Tabachnick & Levi, 2004
- Euplectella simplex Schulze, 1896
- Euplectella suberea Thomson, 1877
- Euplectella timorensis Ijima, 1927